# Meerbusch
Meerbusch è una città di 56 855 abitanti della Renania Settentrionale-Vestfalia, in Germania.
Appartiene al distretto governativo (Regierungsbezirk) di Düsseldorf ed al circondario (Kreis) del Reno-Neuss (targa NE).
Meerbusch è un comune sparso: è il nome comune per alcuni nuclei abitati (Büderich, Lank-Latum, Osterrath). Una città di Meerbusch esiste solamente per l'amministrazione.
Meerbusch si fregia del titolo di "Media città di circondario" (Mittlere kreisangehörige Stadt).
Erhart Hartung, uno dei 4 terroristi autori della strage di Cima Vallona, latitante, è stato candidato alle elezioni del comune di Meerbusch in Germania.